# Motore rotativo senza pistoni
Un motore rotativo senza pistoni è un motore a combustione interna che non utilizza pistoni come fa un motore alternativo. I modelli variano notevolmente ma in genere coinvolgono uno o più rotori, a volte chiamati pistoni rotanti, come detagliato in QT-Wankel: Two Concepts 100 Years Apart . Sebbene siano stati costruiti molti design diversi, solo il motore Wankel ha ottenuto un'adozione diffusa.
Il termine motore a combustione rotante è stato utilizzato come nome per questi motori per distinguerli dai primi (generalmente fino ai primi anni 1920) motori aeronautici e motori motociclistici noti anche come motori rotativi. Tuttavia, entrambi continuano a essere chiamati motori rotativi e solo il contesto determina quale tipo si intende, mentre il prefisso "senza pistone" è meno ambiguo.

## Motori rotativi senza pistone
Un motore rotativo senza pistone sostituisce il movimento alternativo lineare di un pistone con movimenti di compressione/espansione più complessi con l'obiettivo di migliorare alcuni aspetti del funzionamento del motore, come: cicli termodinamici maggiormente efficienti, minore stress meccanico, minore vibrazione, maggiore compressione o minore complessità meccanica. Dal 2006 il motore Wankel è l'unico motore rotativo senza pistoni di successo, ma molti concetti simili sono stati proposti e sono in varie fasi di sviluppo. Esempi di motori rotativi includono:
In produzione
- Motore Wankel
- Motore LiquidPiston

In sviluppo
- Motore Engineair
- Motore Hamilton Walker
- Motore rotativo a ciclo Atkinson Libralato
- Quasiturbina
- Motore RKM, in tedesco RotationsKolbenMaschine
- Motore orbitale Sarich
- Motore toroidale
- Motore a disco wave
- Motore a disco nutante

Idee concettuali
- Motore Gerotor
- Motore a componenti supersonici integrati Ramgen
- Il motore a vapore sferico della Torre di Beauchamp del diciannovesimo secolo (teoricamente adattabile per utilizzare la combustione interna).

## Ulteriore lettura
- Jan P. Norbye: "Rivals to the Wankel: A Roundup of Rotary Engines", Popular Science, gennaio 1967, pagg. 80–85.